# Bergvänderot
Bergvänderot (Valeriana montana) är en växtart i familjen vänderotsväxter.